# Slag bij Nisibis
De Slag bij Nisibis vond plaats in 217 bij de stad Nisibis in Zuidoost-Anatolië. Het was een bloederige veldslag tussen het Romeinse leger onder bevel van keizer Macrinus en het leger van de Parthen, aangevoerd door hun koning Artabanus IV. Aan beide zijden sneuvelden veel soldaten, de slag werd gewonnen door de Parthen.

## Achtergrond
Ten tijde van keizer Caracalla (211–217) bedreigden de Parthen voortdurend de oostgrens van het Romeinse Rijk. In navolging van zijn idool Alexander de Grote (336-232 v. Chr), startte de keizer een veldtocht tegen de Parthen. In 216 trok het hij met zijn leger de Tigris over en verwoestte alle steden waar hij langs kwam. Profiterend van de rivaliteit tussen twee troonpretendenten rukten hij op tot over de Eufraat.
In Edessa keerde de kansen ten voordele van de Parthen toen keizer Carcalla op 8 april 217 vermoord werd. Drie dagen na zijn dood wezen de legers in het oosten Macrinus aan als opvolger. De nieuwe keizer maakte meteen een verkeerde beslissing door te proberen een regeling te treffen met de Parthen. De Partische koning Artabanus IV deed alsof hij bereid was tot onderhandelingen, maar bracht intussen een sterk leger op de been. Bij Nisibis viel hij onverwachts het Romeinse leger aan. In de veldslag die daarop volgde werden de Romeinen verslagen en kon Marcrinus zich slechts redden door de Parthen met grote sommen af te kopen dat en alle veroverde gebieden op te geven. De onder zijn voorganger begonnen veldtocht eindigde daarmee als een grote nederlaag voor de Romeinen.